# Otto Samson
Otto Samson, född 6 maj 1846 i Stockholm, död 19 juli 1916 i Stockholm, var en svensk försäkringsman och skulptör.
Han var son till grosshandlaren Moritz Samson och Henriette Bendix och gift med Lisen Samson. Han grundade Lifförsäkringsaktiebolaget Nordstjernan 1871 och var en föregångare inom försäkringsväsendet i Sverige. Vid sidan av sitt arbete var han verksam som porträttskulptör.